# Rolf Landauer
Rolf Wilhelm (William) Landauer (ur. 4 lutego 1927 w Stuttgarcie, zm. 27 kwietnia 1999 w Briarcliff Manor, stanu Nowy Jork) – amerykański fizyk, znany z tzw. zasady Landauera. Zajmował się informatyką teoretyczną.
Udowodnił, że wszystkie algorytmy przeprowadzane na zwykłej maszynie Turinga mogą być przeprowadzone w taki sposób, aby były odwracalne. Podał również poprawny opis przewodnictwa elektronowego w układach niskowymiarowych (wzór Landauera).

## Życiorys
Rolf Wilhelm urodził się w Stuttgarcie w rodzinie żydowskiej. W 1938 roku wyemigrował z rodziną do Stanów Zjednoczonych. Studiował fizykę na Uniwersytecie Harvarda. Po studiach rozpoczął pracę w IBM. Zmarł w wieku 72 lat na raka.
W 1998 został uhonorowany przez IEEE Medalem Edisona za pionierski wkład do fizyki obliczeń i przewodnictwa.